# Хорун, Иосиф Иванович
Иосиф Иванович Хорун (23 мая (4 июня) 1884 года, село Тартака, Витебская губерния — 21 февраля 1962 года, Москва) — советский военный деятель, генерал-майор (1940 год).

## Биография
Иосиф Иванович Хорун родился 23 мая (4 июня) 1884 года в селе Тартака Витебской губернии в семье рабочего.

### Военная служба
В ноябре 1905 года был призван на действительную военную службу в ряды Русской императорской армии, в ноябре 1909 года уволен в запас.

#### Первая мировая и гражданская войны

Унтер-офицер Иосиф Иванович Хорун в 1917 году

С началом Первой мировой войны был снова призван на службу, после чего в звании старшего унтер-офицера принимал участие в боевых действиях на Западном фронте.
В январе 1918 года вступил в ряды РККА красноармейцем, а в октябре был назначен на должность начальника 1-й дистанции и командира роты пограничного отряда Брянского района. В том же году вступил в ряды РКП(б).
В марте 1919 года был назначен на должность начальника конной разведки 11-го пограничного полка, в сентябре — на должность командира эскадрона 1-й Богунской бригады (44-я стрелковая дивизия), а затем — на должность командира 99-го кавалерийского полка (17-я кавалерийская дивизия).
Принимал участие в боевых действиях на Южном и Юго-Западном фронтах против войск под командованием генерала А. И. Деникина, а затем в боевых действиях советско-польской войны: с августа 1920 года воевал на Западном фронте, затем — против войск под командованием С. В. Петлюры в районах Олевск и Новоград-Волынский, а вскоре на реках Тетерев и Десна.
С октября 1920 года Хорун состоял для особых поручений при Управлении формирований 1-й Конной армии. Принимал участие в ходе Перекопско-Чонгарской операции, а затем против Повстанческой армии под командованием Н. И. Махно.
В марте 1921 года был направлен на повторные курсы при Высшей кавалерийской школе Ленинградского военного округа, по окончании которых в октябре 1921 года был назначен на должность помощника командира 14-го кавалерийского полка (7-я кавалерийская бригада). С августа 1922 года служил на должностях помощника командира 5-го кавалерийского полка, помощника командира 4-го кавалерийского полка и временно исполняющего должность командира того же полка. В составе 11-й кавалерийской дивизии принимал участие в боевых действиях против басмачества, а также в подавлении восстания на территории Хорезмской советской республики. За храбрость и мужество, проявленные на Туркестанском фронте, Иосиф Иванович Хорун был награждён тремя орденами Красного Знамени РСФСР и орденом «Красное Знамя» Хорезмской НСР.

#### Межвоенное время
В октябре 1924 года был направлен на учёбу на кавалерийские курсы усовершенствования командного состава, по окончании которых в октябре 1926 года был назначен на должность командира 43-го кавалерийского полка 11-й Гомельской кавалерийской дивизии, в декабре 1929 года — на должность командира 3-й кавалерийской бригады (8-я кавалерийская дивизия), а в ноябре 1931 года — на должность помощника командира и временно исполняющего должность командира 11-й кавалерийской Оренбургской дивизии.
В октябре 1933 года был направлен на учёбу на особый факультет Военной академии имени М. В. Фрунзе, по окончании которого в ноябре 1935 года был назначен на должность помощника командира 6-й Чонгарской кавалерийской дивизии.
С июля 1938 года состоял в распоряжении Управления по командно-начальствующему составу РККА и в декабре назначен на должность преподавателя кафедры тактики конницы Военной академии имени М. В. Фрунзе, а в январе 1941 года — на должность командира 150-й стрелковой дивизии (Одесский военный округ).

#### Великая Отечественная война
Летом-осенью 1941 года, под командованием генерал-майора Хоруна, 150-я стрелковая дивизия в составе 9-й армии (Южный фронт) принимала участие в приграничном сражении, а затем в Тираспольско-Мелитопольской и Донбасской оборонительных операциях.
С 28 по 30 ноября 1941 года Хорун временно командовал отдельным кавалерийским корпусом, находящимся на формировании в составе Южного фронта в районе станции Лихая (30 ноября 1941 года управление корпуса было расформировано). С начала декабря временно исполнял должность заместителя командующего 9-й армией по тылу. Принимал участие в Барвенково-Лозовской операции.
С февраля 1942 года состоял в резерве Военного совета Южного фронта и в марте был назначен на должность заместителя командующего войсками 3-й армии, ведшей в составе Брянского фронта оборонительные бои восточнее Орла, а в декабре — на должность начальника Автомобильного управления этого же фронта. Принимал участие в ходе Воронежско-Касторненской операции.
С февраля 1943 года генерал-майор Иосиф Иванович Хорун состоял в распоряжении Главного управления кадров НКО СССР и в июле был назначен на должность командира 119-й стрелковой дивизии, принимавшей участие в боевых действиях в ходе Городокской, Ельнинско-Дорогобужской и Полоцкой операций. В июле 1944 года генерал-майор Иосиф Иванович Хорун был отстранён от должности и зачислен в распоряжение Военного совета 2-го Прибалтийского фронта. 31 июля был назначен на должность начальника гарнизона Елгавы.

#### Послевоенная карьера

Могила Хоруна на Введенском кладбище Москвы.

В сентябре 1945 года Иосиф Иванович Хорун был уволен в запас, однако 31 декабря этого же года приказ об увольнении был отменен, и Хорун был направлен в распоряжение Военного совета Группы советских войск в Германии и в феврале 1946 года был назначен на должность военного коменданта города Хемниц (Хемницкий округ, Федеральная земля Саксония), а 1 августа 1946 года — на должность начальника экспертной комиссии по расследованию преступлений в концлагере Цайтхайна.
В августе 1947 года генерал-майор Иосиф Иванович Хорун вышел в отставку.
Умер 21 февраля 1962 года в Москве. Похоронен на Введенском кладбище (27-й участок).

## Звания
- Комбриг (12.06.1936)
- Генерал-майор (04.06.1940)

## Награды
- Орден Ленина (21.02.1945, за выслугу 25-ти лет в РККА)
- Четыре ордена Красного Знамени (1923 — за отличия в боях у урочища Кара-Шура; 1924 — за успешно проведённый бой у кишлака Автобачи; 1924 — за отличия в боях у г. Хазарасп; 1944 — за выслугу 20-ти лет в РККА)
- Орден «Красное Знамя» Хорезмской советской республики
- Орден Александра Невского (13.02.1944)[1]
- Юбилейная медаль «XX лет Рабоче-Крестьянской Красной Армии» (1938)
- Медаль «За победу над Германией в Великой Отечественной войне 1941—1945 гг.» (1945)
- Медаль «В память 800-летия Москвы» (1948)